# Tony Yayo
Tony Yayo, pseudonimo di Marvin Bernard (New York, 31 marzo 1978), è un rapper statunitense, facente parte della famosa crew G-Unit.

## Biografia
Nato il 31 marzo del 1978, e cresciuto nel Queens, New York. Tony Yayo è membro creatore, insieme a 50 Cent e Lloyd Banks, della crew G-Unit, comprendente ormai rapper del calibro di Mobb Deep, M.O.P., Spider Loc, Young Buck e Olivia. A New York viene arrestato per possesso illegale di munizioni per arma da fuoco e viene detenuto per oltre un anno. Nel 2003 mentre è in prigione diventa padre di una bambina di nome Maniyah. A causa della reclusione riesce ad apparire solo in due canzoni dell'album di debutto della G-Unit Beg for Mercy. Appena esce di prigione inizia subito a lavorare sul suo album di debutto solista.
Si fa chiamare in molti modi tra cui Tsunami Yayo, ma il suo pseudonimo preferito è T.O.N.Y. (Talk Of New York).
Tony Yayo ha partecipato in molti album di rapper americani come 50 Cent, Dr. Dre, Obie Trice, Eminem e molti altri. Il suo album esce nell'agosto del 2005 e s'intitola Thoughts Of A Predicate Felon.

## Free Yayo
Free Yayo è un movimento ideato dalla G-Unit con l'intenzione di creare una rete di supporto per l'incarcerato Tony Yayo. Ad esempio, sulla traccia della G-Unit Stunt 101 il compagno rapper Young Buck dice "free yayo"; il video della stessa hit comprende diverse inquadrature a dei graffiti che riportano la dicitura "Free Yayo". Il movimento è diventato ben più esteso di quantosi aspettasse la stessa G-Unit, coinvolgendo artisti navigati come Eminem che hanno indossato la T-Shirt "Free Yayo" durante i Grammy Awards del 2003, e provocando una forte vendita di abbigliamento ed accessori che riportavano la scritta 'Free Yayo'. Il movimento è stato anche responsabile della forte attesa che ha avvolto l'uscita dell'album d'esordio di Yayo. Come altro risultato, le apparizioni di Tony Yayo su mixtape underground di grande successo come quelli di DJ Clue e DJ Whoo Kid.
È stato persino creato da Zingy un gioco per cellulari intitolato G-Unit: Free Yayo.

## Discografia

### Album
- 2005 - Thoughts of a Predicate Felon

### Mixtapes
- 2008 - The Enforcer
- 2008 - Righteous Kill
- 2008 - S.O.D.
- 2008 - Black Friday
- 2008 - Bloody Xmas
- 2009 - The Swine Flu
- 2009 - The Swine Flu 2
- 2009 - Public Enemies
- 2009 - Gangsta Paradise
- 2010 - Gunpowder Guru
- 2010 - Gunpowder Guru 2: The Remixes
- 2010 - Hawaiian Snow (con Danny Brown)
- 2011 - Gunpowder Guru 3
- 2011 - El Chapo
- 2011 - Meyer Lanksy
- 2011 - Gunpowder Guru 4
- 2012 - El Chapo 2
- 2012 - Sex, Drugs, & Hip-Hop
- 2013 - Godfather Of The Ghetto
- 2015 - El Chapo 3
- 2017 - Long Time Coming
- 2019 - Gun Powder Guru
- 2023 - The Loyal

### Singoli

#### Come artista principale
- 2005: So Seductive (feat. 50 Cent) - Thoughts of a Predicate Felon
- 2005: Curious (feat. Joe) - Thoughts of a Predicate Felon
- 2005: I Know You Don't Love Me (feat. 50 Cent, Young Buck e Lloyd Banks) - Thoughts of a Predicate Felon
- 2005: Drama Setter (feat. Eminem e Obie Trice) - Thoughts of a Predicate Felon
- 2010: Pass the Patron (feat. 50 Cent)
- 2010: Haters (feat. 50 Cent)

#### Come artista ospite
- 2012: I Just Wanna (con 50 Cent) - The Big 10

### Partecipazioni
Lista non completa
- "Like My Style" - 50 Cent featuring Tony Yayo
- "Ain't No Click" - Lloyd Banks featuring Tony Yayo
- "Bonafide Hustler" - Young Buck featuring 50 Cent and Tony Yayo
- "We All Die One Day" - Obie Trice Feat. Eminem, Tony Yayo, Lloyd Banks and 50 Cent
- "My Toy Soldier" - 50 Cent featuring Tony Yayo
- "I Run New York" - 50 Cent featuring Tony Yayo
- "Hate It or Love It" (G Unit Remix) - 50 Cent featuring Young Buck, Lloyd Banks, The Game, and Tony Yayo
- "Bump Heads" - 50 Cent, Eminem, Lloyd Banks, and Tony Yayo
- "Drop My Dookie, Son" - MC Villin' featuring Tony Yayo
- "Runnin" - The Game featuring Tony Yayo
- "Like My Style" - 50 Cent featuring Tony Yayo
- "You Already Know" - Olivia featuring Tony Yayo
- "Move That Thing" - Olivia featuring Tony Yayo
- "Click Click" - Mobb Deep featuring Tony Yayo
- "Like Me" - Joe featuring Young Buck & Tony Yayo
- "You don't know" - 50 Cent, Eminem, Ca$his, Lloyd Banks & Tony Yayo
- "Touch The Sky" - 50 Cent featuring Tony Yayo